# Източни Мойстир
Източни Мойстир (на сръбски: Источни Мојстир) е село в Сърбия, разположено в община Тутин, Рашки окръг. Намира се на 1199 метра надморска височина. Населението му според преброяването през 2011 г. е 105 души. При преброяването на населението през 2002 г. има 138 жители, от тях: 138 (100,00 %) сърби.

## Население
Численост на населението според преброяванията през годините:
- 1948 – 398 души
- 1953 – 437 души
- 1961 – 490 души
- 1971 – 398 души
- 1981 – 270 души
- 1991 – 159 души
- 2002 – 138 души
- 2011 – 105 души